# 應蘭芳
應 蘭芳（おう らんふぁん、1938年（昭和13年）3月9日 - ）は、日本の女優、歌手。旧芸名は応 蘭芳。本名は応 仲奇。日本名は三瀬 滋子（さんのせ しげこ）だったが、1981年に結婚し近藤 滋子になった。身長160cm、B90cm、W60cm、H90cm（1969年1月時点）。第一協団（ - 1968年）、伴プロダクション（1969年 - ） を経て、現在はファミリーアーツに所属。

## 来歴
イギリス・イングランド・ロンドン生まれ。父親は英国籍の中国人で、母親は日本人。アンジェラ浅丘はいとこ（応の母がアンジェラの父の妹）。
生後すぐに満州国に移住し、満州国籍となる。11歳の時に母親と二人で舞鶴へと引き揚げた。
1957年（昭和32年）、日本国籍がなかったため就職できず、「優勝すると女優になれる」という『井の頭公園カーニバル』のミスコンテストに応募し優勝する。
1958年（昭和33年）、ミスコンテストの結果を受け、東映ニューフェイスの第5期に合格。同期には梅宮辰夫・八代万智子・高島新太郎・小嶋一郎・滝川潤がおり、東映へ入社。その後、俳優座養成所にも12期生として入所。同期には中村敦夫・松山英太郎・加藤剛・山本圭・長山藍子・樫山文枝らがいる。東映には2年弱、俳優座には3年ほど在籍し、その後青年芸術劇場に所属。
1959年（昭和34年）、日本名三瀬 滋子で映画『素晴らしき娘たち』『空港の魔女』『スピード狂時代命を賭けて』に出演。
1964年（昭和39年）、青年芸術劇場（青芸）第6回発表劇『袴垂れはどこだ』に出演、当時のパンフレットにも芸名は三瀬 滋子でクレジットされているが、劇の原作の一つである中国小説の訳者表記部分には本名の応 仲奇でクレジットされている。
1966年（昭和41年）、『マグマ大使』（ピープロ、フジテレビ）にモル役で出演。劇中では特技のスクーバダイビングも披露している。
1968年（昭和43年）、青芸の解散に伴い第一協団へ移籍し、芸名を應 蘭芳に変える。『女性自身』（光文社）3月25日号のインタビュー記事で、「私、あのときはいつも失神するの」と、当時の世相としては衝撃的な赤裸々な発言を行い、一躍“失神女優”と呼ばれることとなる。
同年、『11PM』（日本テレビ制作版）でホステス役を務める。また、歌手としてビクターレコードから「渚の歓喜（エクスタシー）」（A面は「火遊びのブルース」）が発売され、そのセクシーな内容から“失神ソング”と呼ばれた。
1969年（昭和44年）、『プレイガール』（東映、東京12チャンネル）に、初代メンバーとして出演。
同年、ビクターレコードより“失神ソング”第二弾「痛い痛い痛いのよ」が発売されるも、当時としてはあまりに過激な歌詞内容のため、「渚の歓喜」と併せて“放送禁止歌曲”にされてしまった。
現在は舞台、芝居を中心に活躍。又長いキャリアを持つスクーバダイビングやスカイダイビングなどで世界を回った、それらの体験を生かした体験談の講演も多い。他にテレビ番組・イベント企画等のキャリアも長く、テレビ演出・制作会社（株）コン・エンタープライズを中心に活躍。

## 人物・エピソード
高校時代に水泳の高飛び込みで関東大会で優勝したほどの運動神経が抜群に良い少女だった。昭和30年代に自動車の国際A級ライセンスを取得。『マグマ大使』出演時には、日産・スカイライン2000GTで撮影所に通っていて、鈴鹿ロケのついでにレース出場したこともあった。1970年には、「箱スカ」と呼ばれ現在でも伝説の名車として名高い「日産・スカイライン2000GT-R」を購入。
また、スカイダイビング、スクーバダイビングの免許も取得。これらの特技を生かし、“失神女優”の異名を持つ傍ら、出演番組では“アクション女優”の先駆けともいえる活躍を見せた。『マグマ大使』第15話では、日本の女優として恐らく初めて吹き替えなしに水中アクションシーンを演じたが、実際に撃たれた水中銃の銛をすれすれでよけるシーンなどもあり、「後で考えてゾッとした。」と語っている。2017年現在は 日本落下傘スポーツ連盟 の理事長を務める。
1974年8月11日、山形空港開港10周年の空港まつりのデモンストレーションで、スカイダイビングに参加。その際、他のダイバーの落下死事故に遭遇した。

## 出演

### 映画
- 素晴らしき娘たち（1959年、東映）
- 空港の魔女（1959年、東映）
- スピード狂時代 命を賭けて（1959年、東映）
- 爆破3秒前（1967年、日活）
- あるセックスドクターの記録（1968年、大映）
- 新宿そだち（1968年、松竹）
- みな殺しの霊歌（1968年、松竹）
- 温泉あんま芸者（1968年、東映）
- 謝国権「愛」より （秘）性と生活（1969年、東映）
- 女子学園 ヤバい卒業（日活）

他多数

### テレビ番組
- 第7の男（1964年 - 1965年、フジテレビ）
- マグマ大使（1966年 - 1967年、フジテレビ） - モル 役
- マイティジャック 第1話（1968年、フジテレビ）
- 37階の男（1968年、日本テレビ）
- 夜の主役（1968年 - 1969年、日本テレビ）
- プレイガール（1969年 - 1970年、東京12チャンネル）
- 独身のスキャット（1970年、TBS） - 第1話
- 一枚の写真（1989年、フジテレビ）
- 土曜ドラマ（NHK）
  - 遠い国からの殺人者（1995年） - 謝美郷 役
- 水曜ミステリー9・ソタイ 組織犯罪対策課2（2016年、テレビ東京） - 黄倩玉（コウ・セイギョク） 役

他多数

### 吹き替え
- 燃えよドラゴン（テレビ朝日版）

## 音楽作品

### シングル
| 発売日       | A/B面 | タイトル                  | 作詞家   | 作曲家   | 編曲家   | レコード会社 | 規格品番 | 備考  |
| ------------ | ----- | ------------------------- | -------- | -------- | -------- | ------------ | -------- | ----- |
| 1968年10月   | A面   | 火遊びのブルース          | 佐伯孝夫 | 鈴木庸一 | 寺岡真三 | ビクター     | SV-774   |       |
|              | B面   | 渚の歓喜（-エクスタシー） | 佐伯孝夫 | 鈴木庸一 | 竹村次郎 | ビクター     | SV-774   |       |
| 1969年3月    | A面   | 痛い痛い痛いのよ          | 佐伯孝夫 | 鈴木庸一 | 竹村次郎 | ビクター     | SV-815   |       |
|              | B面   | 背中のほくろ              | 佐伯孝夫 | 鈴木庸一 | 竹村次郎 | ビクター     | SV-815   |       |
| 1969年12月   | A面   | 青い靴のブルース          | 佐伯孝夫 | 塙六郎   | 塙六郎   | ビクター     | SV-930   |       |
|              | B面   | 私はそんな女              | 佐伯孝夫 | 塙六郎   | 塙六郎   | ビクター     | SV-930   |       |
| 1971年5月5日 | A面   | ドラマチック・ブルース    | 佐伯孝夫 | 鈴木庸一 | 近藤進   | ビクター     | SV-2158  |       |
|              | B面   | チャイナタウンの夜        | 佐伯孝夫 | 鈴木庸一 | 近藤進   | ビクター     | SV-2158  | [ 6 ] |

※ハーバーライト・ブルースという幻の曲の噂もある。

### アルバム
- 『歓喜歌謡完全版』（2006年、ブルース・インターアクションズ／規格品番：PCD-7275）

全シングル作品にナレーションを担当したLP『ピンク・ムードデラックス 第3集』から当時の全ナレーション、
未発表音源であった1994年の「火遊びのブルース」ライヴ音源に加え2006年新録ナレーション、クレイジーケンバンドによる「OH! LANGFANG」をボーナストラックとして収録した完全網羅盤。解説：湯浅学。

## その他の活動
- プレイガールオフィス・トークショー「プレイガール伝説」（2000年）